# Placas de identificação de veículos no México
As placas de identificação de veículos no México são produzidas com visual exclusivo para cada estado, mas com um sistema de numeração único, nacional, de tal forma que as séries não têm duplicatas em outro estado. A maioria dos estados muda o design, aproximadamente, a cada três anos, com cada estado tendo seu próprio ciclo de substituição de placas. A cada ano, os proprietários de veículos registrados no México pagam a tenencia ou revalidación de placas (equivalentes ao licenciamento no Brasil). Um conjunto de placas mexicanas placas inclui o par de placas, um adesivo de para-brisa, e, em alguns estados, um adesivo de placa. O código internacional para o México é MEX.

## Tipos de placas
| Estado                                       | Imagem | Abreviatura estadual (1969–1998) | Formato serial desdee 1998 | Séries de três letras utilizadas desde 1992 |
| -------------------------------------------- | ------ | -------------------------------- | -------------------------- | ------------------------------------------- |
| Aguascalientes                               |        | AGS                              | 01                         | AAA–AFZ                                     |
| Baja California                              |        | BC                               | 02                         | AGA–CYZ                                     |
| Baja California Sur                          |        | BCS                              | 03                         | CZA–DEZ                                     |
| Campeche                                     |        | CAMP                             | 04                         | DFA–DKZ                                     |
| Chiapas                                      |        | CHIS                             | 07                         | DLA–DSZ                                     |
| Chihuahua                                    |        | CHIH                             | 08                         | DTA–ETZ                                     |
| Coahuila                                     |        | COAH                             | 05                         | EUA–FPZ                                     |
| Colima                                       |        | COL                              | 06                         | FRA–FWZ                                     |
| Cidade do México (Distrito Federal até 2016) |        | DF                               | 09                         | Usa formato distinto                        |
| Durango                                      |        | DGO                              | 10                         | FXA–GFZ                                     |
| Guanajuato                                   |        | GTO                              | 11                         | GGA–GYZ                                     |
| Guerrero                                     |        | GRO                              | 12                         | GZA–HFZ                                     |
| Hidalgo                                      |        | HGO                              | 13                         | HGA–HRZ                                     |
| Jalisco                                      |        | JAL                              | 14                         | HSA–LFZ                                     |
| Estado de México                             |        | MEX                              | 15                         | LGA–PEZ                                     |
| Michoacán                                    |        | MICH                             | 16                         | PFA–PUZ                                     |
| Morelos                                      |        | MOR                              | 17                         | PVA–RDZ                                     |
| Nayarit                                      |        | NAY                              | 18                         | REA–RJZ                                     |
| Nuevo León                                   |        | N.L.                             | 19                         | RKA–TGZ                                     |
| Oaxaca                                       |        | OAX                              | 20                         | THA–TMZ                                     |
| Puebla                                       |        | PUE                              | 21                         | TNA–UJZ                                     |
| Querétaro                                    |        | QRO                              | 22                         | UKA–UPZ                                     |
| Quintana Roo                                 |        | Q.ROO and QR                     | 23                         | URA–UVZ                                     |
| San Luis Potosí                              |        | SLP                              | 24                         | UWA–VEZ                                     |
| Sinaloa                                      |        | SIN                              | 25                         | VFA–VSZ                                     |
| Sonora                                       |        | SON                              | 26                         | VTA–WKZ                                     |
| Tabasco                                      |        | TAB                              | 27                         | WLA–WWZ                                     |
| Tamaulipas                                   |        | TAMPS                            | 28                         | WXA–XSZ                                     |
| Tlaxcala                                     |        | TLAX                             | 29                         | XTA–XXZ                                     |
| Veracruz                                     |        | VER                              | 30                         | XYA–YVZ                                     |
| Yucatán                                      |        | YUC                              | 31                         | YWA–ZCZ                                     |
| Zacatecas                                    |        | ZAC                              | 32                         | ZDA–ZHZ                                     |